# Heschung
 (juillet 2023).
Si vous disposez d'ouvrages ou d'articles de référence ou si vous connaissez des sites web de qualité traitant du thème abordé ici, merci de compléter l'article en donnant les références utiles à sa vérifiabilité et en les liant à la section « Notes et références ».
Heschung est une entreprise familiale française qui fabrique et commercialise des chaussures.
Entreprise du Patrimoine vivant, celle-ci est située en Alsace et produit depuis 1934 des chaussures en cuir pour l'homme et la femme.

## Histoire
En 1920, Eugène Heschung commence sa carrière comme ouvrier coupeur dans une des douze fabriques de chaussures recensées à l’époque dans le village d’Alsace de Dettwiller, spécialisée dans les chaussures de labeur destinées aux paysans, bûcherons et schlitteurs des forêts vosgiennes.
En 1934, est créée la fabrique de chaussures Eugène Heschung Steinbourg E.H.S. En parallèle, on assiste à la naissance des premiers brodequins sous la marque Heschung, fabriqués artisanalement en cousu Norvégien ou cousu Goodyear.
En 1949, Heschung crée les premières chaussures de ski en cuir, réalisées pour équiper les classes de neige et les premiers skieurs du Massif Vosgien[source secondaire souhaitée].
En 1952, Robert Heschung succède à son père et prend la direction de l’entreprise. En quelques années, Heschung s'industrialise et se destine à la chaussure de ski de compétition[source secondaire souhaitée]. L’entreprise perfectionne son savoir-faire, dépose des brevets et innove techniquement dans divers domaines (système de fixation, câbles de fermetures, chaussons intérieurs anatomiques, système AIR-FLO…).
Lors de la décennie suivante, la marque devient fournisseur officiel de l’équipe de France de ski[source secondaire souhaitée] et remporte des médailles aux pieds des champions français lors des Jeux olympiques de Grenoble. Quatre ans plus tard, elle obtient huit médailles aux JO de Sapporo et reçoit l’Oscar de l’exportation. La marque est présente sur les principaux marchés (Europe, États-Unis, Japon) et associe son destin afin d’affronter la mutation technologique qui condamne la chaussure de ski en cuir. L’ère du plastique étant venue, l’entreprise s’oriente vers d’autres savoir-faire.
En 1986, Pierre Heschung rejoint son père avec qui il partage la passion du métier et la nostalgie des années ski.
Robert Heschung prend sa retraite en 1992 et Pierre reprend la direction de l’entreprise. Deux ans plus tard, Il réintroduit les savoir-faire originels qui sont le cousu Norvégien et le cousu Goodyear et décide de relancer la marque. 
En 1995, Jean-Max Thierry souhaite s’associer aux destinées de la marque et lui ouvre les vitrines de ses 30 magasins à enseigne Manfield.
En 1999, une relation amicale avec un collectionneur et grand amateur de beaux souliers, Thierry Duhesme, donne naissance à la première boutique de la marque, à Saint Germain, et simultanément à Lyon.
En 2001, c'est l'ouverture de la deuxième boutique parisienne Rive Droite, ainsi que du show-room.
En 2002, Heschung ouvre une boutique à Strasbourg et profite d'un emplacement promotionnel à la Samaritaine.
En 2003, c'est l'ouverture de la boutique Heschung à Aix-en-Provence, et de l'emplacement promotionnel Isetan Men’s à Tokyo.
En 2012, création des « Ateliers Heschung » de fabrication française.
En 2013, ouverture du magasin Heschung à Paris 6e et de la nouvelle salle d'exposition à la même adresse. Création du service de « commandes spéciales » sous l'égide d'un artisan bottier, pour réalisation de modèles Heschung dans les cuirs emblématiques de la marque[source secondaire souhaitée].
En 2014, pour fêter les 45 ans de sa basket Superstar, Adidas confie la production d’une série spéciale fabriquée en France nommée « Made in France » aux ateliers Heschung.
Placé en redressement judiciaire le 29 mars 2023 au même titre que d'autres marques appartenant à French Legacy Group, Heschung est finalement repris début juillet 2023 par la holding PPL Finance,.